# إنجلش إلكتريك
إنجلش إلكتريك (بالإنجليزية: English Electric) والمعروفة اختصاراً بـ (EE)، هي شركة بريطانية سابقة، للإنتاج الصناعي. تأسست في 1918. يقع مقرها في لانكشير، لندن. وكانت متخصصة في البداية في صناعية المحركات الكهربائية والمحولات. الآ أن أنشطتها توسعت لتشمل قاطرات السكك الحديدية ومعدات الجر والتوربينات البخارية والالكترونيات الاستهلاكية، والصواريخ الموجهة والطائرات وأجهزة الكمبيوتر.
وعلى الرغم من أن الإنجليزية الكهربائية لم تنتج الا سوى عدد قليل من تصاميم الطائرات تحت اسمها، الا انها صنعت طائرتين من أبرز معالم هندسة الطيران البريطانية، وهما طائرتا، كانبيرا ولايتنغ. في عام 1960، أصبحت شركة إنجلش إلكتريك للطائرات عضوا مؤسسا في شركة الطائرات البريطانية. وحصلت شركة شركة جنرال إلكتريك (General Electric Company or GEC) على بقية العمليات الصناعية الأخرى وذلك في عام 1968.